# 穆罕默德·乌尊
穆罕默德·乌尊（土耳其語：Mehmet Uzun，1950年6月6日—），土耳其男子摔跤运动员。他曾代表土耳其参加世界摔跤锦标赛，获得一枚银牌。他也曾参加1976年夏季奥林匹克运动会。